# Арцимович Лев Андрійович
Лев Андрі́йович Арцимо́вич (* 25 лютого 1909, Москва,— † 1 березня 1973) — радянський фізик, академік АН СРСР (з 1953, член-кореспондент з 1946).
Відомий дослідженнями керованих термоядерних реакцій, а також як організатор і керівник радянської школи фізиків у цій галузі.
Визначних результатів добився у вивченні процесів гальмівного випромінювання швидких електронів і механізму випромінювання в електронних прискорювачах. Праці в галузі теоретичної електронної оптики привели до створення теорії хроматичної аберації електронно-оптичних систем.

## Відзнаки і нагороди
- Ленінська премія, 1958.